# The Dilemma
The Dilemma és una pel·lícula estatunidenca de 2011 dirigida per Ron Howard. fou escrita per Allan Loeb i protagonitzada per Vince Vaughn, Kevin James, Winona Ryder i Jennifer Connelly.

## Argument
Ronny (Vince Vaughn) i Nick (Kevin James) són amics i socis d'una petita empresa de disseny d'automòbils. Ronny té una relació duradora amb la seva núvia Beth (Jennifer Connelly) mentre que Nick està casat amb Geneva (Winona Ryder). Als dos se'ls ha donat l'oportunitat de presentar un cotxe ecològic a Dodge. Mentre està en un jardí botànic planejant una manera de proposar-li matrimoni a Beth, Ronny veu a Geneva besant a un home anomenat Zip (Channing Tatum). Arriba a casa molest, però no li diu la veritat a Beth sobre perquè està de malhumor. Ronny decideix informar a Nick sobre la infidelitat de Geneva, però per algun motiu o un altre acaba posposant-ho.

## Repartiment
- Vince Vaughn és Ronny Valentine
- Kevin James és Nick Brannen
- Winona Ryder és Geneva Brannen
- Jennifer Connelly és Beth
- Channing Tatum és Zip
- Queen Latifah és Susan Warner
- Chelcie Ross és Thomas Fern
- Amy Morton és Diane Tutin
- Clint Howard és Herbert Trimpy
- Talulah Riley és la model